# Landesfestung Ingolstadt

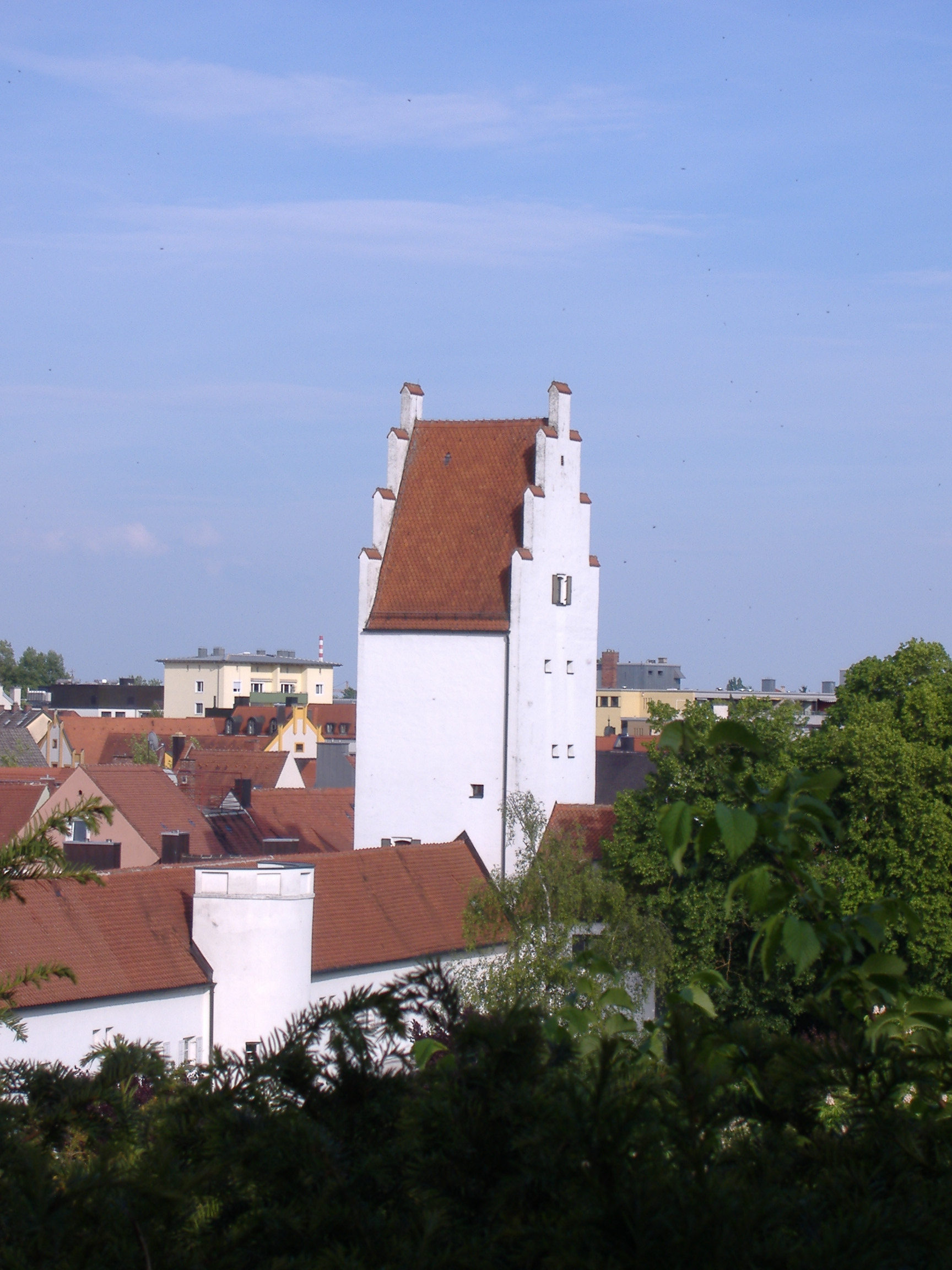
Taschenturm und Stadtmauer der mittelalterlichen Stadtbefestigung

Die Landesfestung Ingolstadt war eine Festung der Bayerischen Armee, die rechts und links der Donau rund um Ingolstadt angelegt war.
Im Verlauf des Umbaus der ursprünglichen mittelalterlichen Befestigung sowie des nachfolgenden Ausbaus der Landesfestung Ingolstadt sind insgesamt fünf Hauptphasen zu unterscheiden, welche nachfolgend dargestellt werden. Bemerkenswert ist, dass in Ingolstadt neben der nahezu vollständig erhaltenen mittelalterlichen Stadtumwallung auch die Werke aus den späteren Phasen wenn nicht vollständig, so zumindest in nennenswertem Umfang erhalten sind und so eine lebendige Vorstellung vermitteln, wie die Stadt zur jeweiligen Zeit durch die Festungswerke geprägt war. Nachdem die in der Nachkriegszeit vertretene These, dass die verbliebenen Festungswerke aus dem Stadtbild getilgt werden sollten, fallengelassen wurde, wurden besonders die klassizistischen Festungswerke restauriert und neuen Nutzungen zugeführt.

## Die Renaissance-Festung
Herzog Wilhelm IV. entschloss sich, Ingolstadt zur Landesfestung auszubauen. Der Ausbau erfolgte von 1538 bis etwa 1545 unter Leitung von Reinhard Graf zu Solms.  Gründe dafür waren die strategische Bedeutung von Ingolstadt an der Kreuzung der Straßen von Regensburg nach Ulm sowie von Nürnberg/Amberg nach Augsburg/München, die Lage an der Nordwestgrenze des Herzogtums sowie die Notwendigkeit, eine Donaubrücke zu kontrollieren. Die nächstgelegenen Donaubrücken in Neuburg, Regensburg oder Passau gehörten nicht zu seinem Herrschaftsbereich. Grundgedanke war, vor die mittelalterliche Stadtmauer einen gemauerten Erdwall mit Graben zu legen, auf dem zur Verteidigung Geschütze aufgestellt werden konnten. An den Eckpunkten wurden gemauerte Bastionen errichtet, die der Verstärkung dienten und das Bestreichen des Grabens und den Schutz der benachbarten Wälle durch flankierendes Feuer ermöglichten. In dieser Zeit entstanden folgende Werke:
- Ziegel-Bastei, gemauerte und kasemattierte Bastion
- Harder-Bastei
- Kugel-Bastei
- Kreuztor-Bastei
- Rundell beim Frauenhaus
- Streichwehr (Rauchloch)
- Rundell am Roten Turm
- Donaufront

Die gemauerten Werke der ersten drei Bastionen sind auch heute noch erhalten, wobei Kugel- und Harderbastei genutzt werden. Die übrigen Werke sind nicht überkommen, sämtlich jedoch im Stadtmodell von Jakob Sandtner 1572/1573 dokumentiert.

## Ausbau und Erweiterung nach dem Dreißigjährigen Krieg
Die Werke der Renaissance-Festung wurden nach dem Dreißigjährigen Krieg verstärkt und 1654–1662 durch Christoph Heidemann aus- bzw. umgebaut. Dies, obwohl das Land Bayern nach dem Dreißigjährigen Krieg völlig verwüstet war und es nachvollziehbar gewesen wäre, wenn Kurfürst Ferdinand Maria alle verfügbaren Mittel für den Wiederaufbau des Landes, nicht aber die Verstärkung der wichtigsten Landesfestung aufgewendet hätte. Dennoch wurden zunächst von 1651 bis 1653 insgesamt 20.000 Gulden, danach zwischen 1654 und 1662 die beträchtliche Summe von 260.000 Gulden für den Ausbau der Landesfestung ausgegeben. Dabei wurde die innere Grabenwand am Hauptwall erhöht und vor den bereits vorhandenen Bastionen weitere, durch einen nassen Graben getrennte Bastionen aufgeführt. Weil in jeder Festung die Tore eine Schwachstelle darstellten, setzte Heidemann die Schließung des Hardertores im Norden der Stadt durch. Die neuen Werke waren (von Ost beginnend gegen den Uhrzeigersinn):
- Esel-Bastion oder Eselsbastei (vor dem bereits vorhandenen Werk, dem sogenannten Esel-Kavalier)
- Feldkirchner Ravelin vor der Rossmühle, über den der Weg über zwei Brücken nach Feldkirchen geführt wurde
- Eiskeller-Bastion vor dem Feldkirchner Tor
- Sebastians-Bastion (benannt nach der nicht weit entfernten Kirche St. Sebastian)
- Ziegel-Bastion (vor der Ziegel-Bastei, welche nun Ziegel-Kavalier hieß) mit gemauerter Eskarpe und Kehle
- Lange Kurtinen-Bastion (vor dem Hauptwall, zwischen Harder- und Ziegelbastei)
- Harder-Bastion (vor der Harder-Bastei, nun Harder-Kavalier, das Hardertor wurde zugemauert und der Torturm abgebrochen)
- Kugel-Bastion (vor der Kugelbastei, nun ebenfalls umbenannt in Kugel-Kavalier)
- Kreuztor-Bastion (vor dem Rundell am Kreuztor, aus dem der Kreuztor-Kavalier wurde)
- Frauen-Bastion vor dem Rundell beim Frauenhaus
- Rauchloch-Bastion
- Münzberg-Bastion (vor dem Rundell am roten Turm, nunmehr Münzberg-Kavalier und dem dort befindlichen Wehr, das bei Niedrigwasser der Donau zu starken Abfluss aus den Gräben verhindern sollte)
- Donaufront (der während des Dreißigjährigen Kriegs gebaute Erdwall bis zum Herzogskasten wurde zum Neuen Schloss verlängert)
- Brückenkopf (ausgeführt als Hornwerk mit der sogenannten Hornwerk-Lünette)

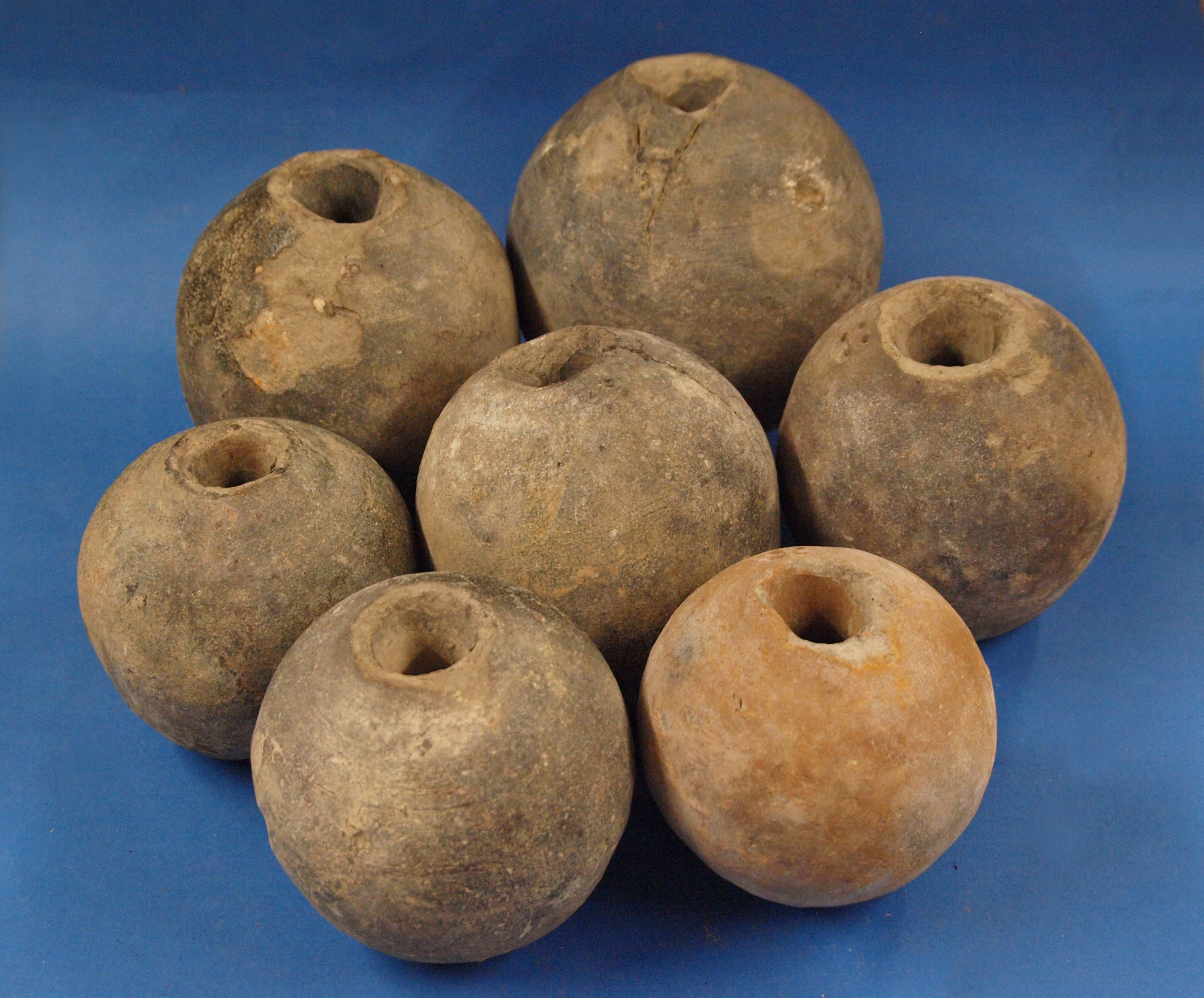
Sieben Keramikgranaten aus der Baustelle an der ehemaligen Feldkircher Tor Bastei

Im Spanischen Erbfolgekrieg wurde Ingolstadt 1704 durch Truppen des Markgrafen Ludwig von Baden belagert, die Belagerung jedoch aufgrund des Siegs der Gegner bei Höchstädt aufgehoben, da die Truppen für die Besetzung Ulms benötigt wurden. 1743, im Österreichischen Erbfolgekrieg, fand eine Scheinbelagerung durch kaiserliche Truppen statt. Die hauptsächlich französische Besatzung der Festung Ingolstadt unter General Grandville kapitulierte ohne Not, worauf dem Gegner die Festung, 115 Geschütze und über 10.000 Gewehre in die Hände fielen. Der Zustand der Festung wurde unter Kurfürst Karl Theodor immer schlechter, da keine Gelder für den Erhalt zur Verfügung standen. Ab 1796 stellten kaiserliche Truppen die Besatzung der Festung, die 1800 nach dem Waffenstillstand von Hohenlinden kampflos an die Truppen Napoleons übergeben wurde; diese ließen von November 1800 bis März 1801 die Festung zerstören.
Von den Bauwerken, die während der Barockzeit errichtet wurden, sind keine baulichen Zeugnisse erhalten. Aus dieser Periode stammt höchstwahrscheinlich ein Archäologischer Fund von mehreren Hundert keramischen Granaten, die 1983 beim Bau der Tiefgarage am Fuße der ehemaligen Feldkirchner Tor Bastei zu Tage gefördert wurden. Die Granaten wurden vermutlich an dieser Stelle in einem Wallgraben entsorgt, der anschließend, vor dem Jahre 1723 verfüllt wurde. Ein großer Teil der Granaten war bei der Bergung noch mit der ursprünglichen Ladung aus Schwarzpulver und Zünder versehen.

## Die klassizistische Festung

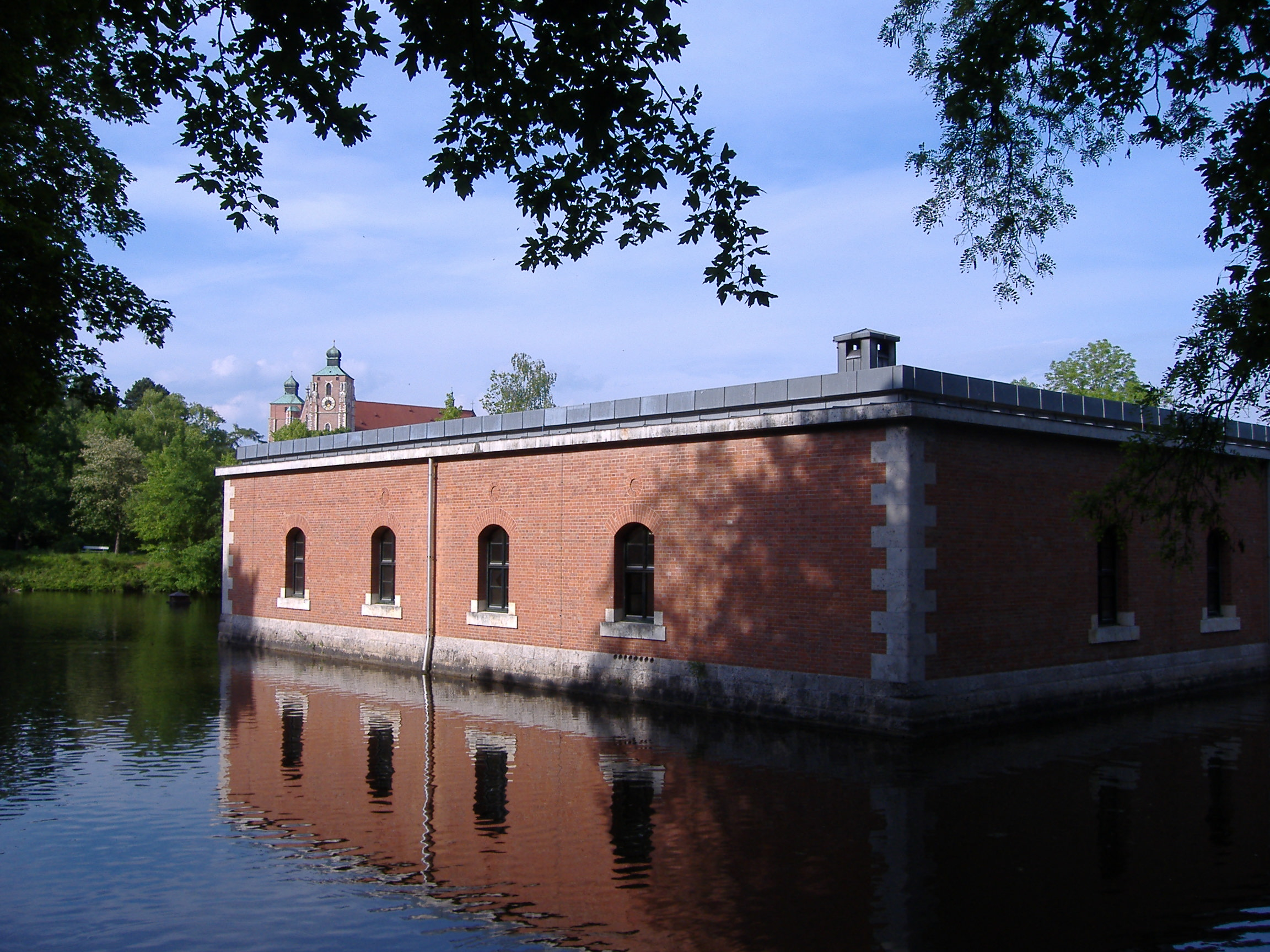
Fronte Preysing (Fronte 79)

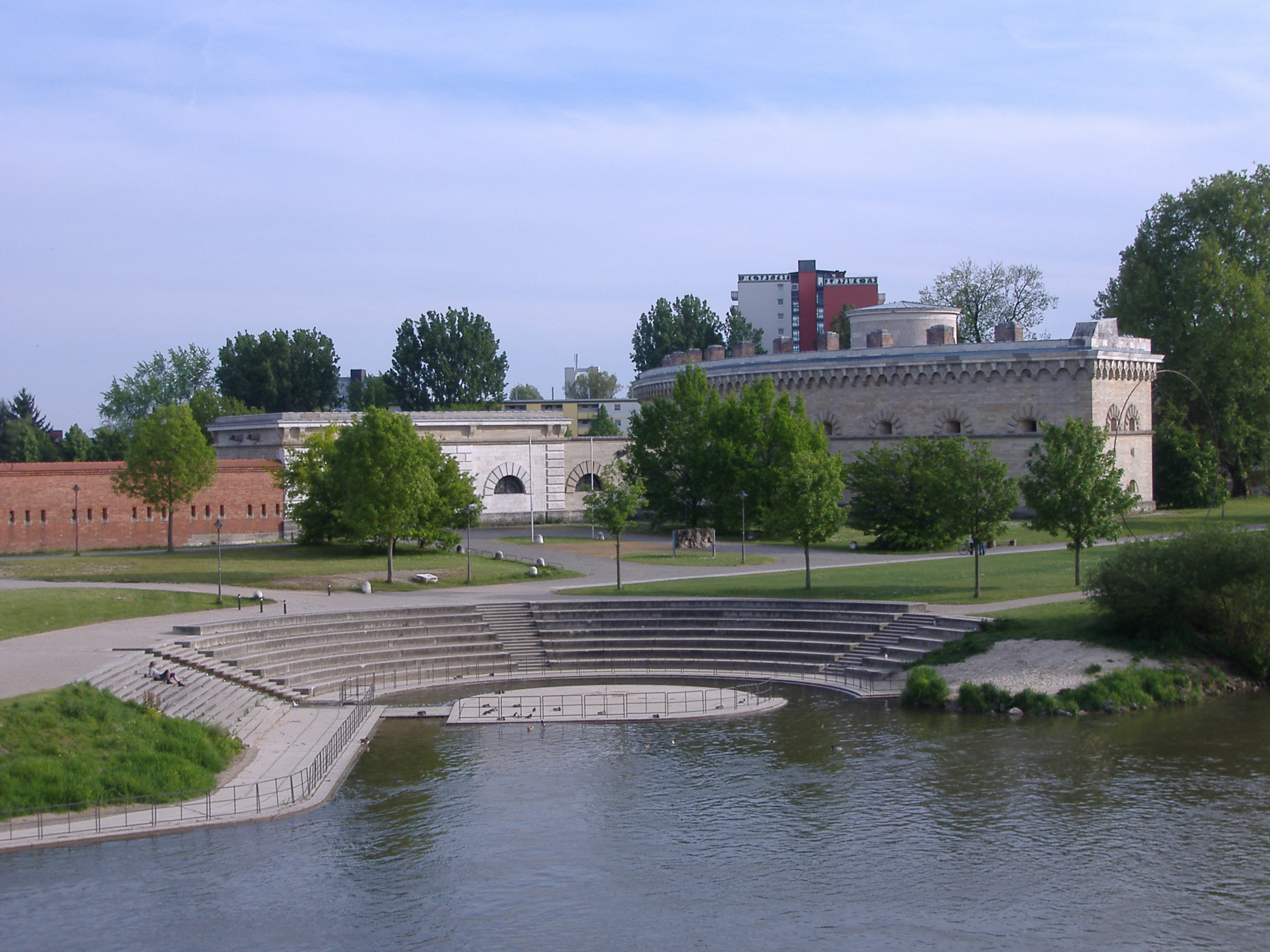
Östliche Hälfte des Reduit Tilly

Bereits wenige Jahre nachdem die Festung unter Napoleon geschleift worden war, begann der Neuaufbau der sogenannten klassizistischen Festungsanlage 1828–1849 zunächst durch Michael von Streiter (1773–1838) in Zusammenarbeit mit Leo von Klenze, später durch Peter von Becker (1778–1848).
Durch Gelder, die die Militärersparungskommission im Militäretat eingespart hatte, sah sich Ludwig I. im Jahr 1826 in der Lage, die 1801 von den Franzosen zerstörten Festungswerke wieder zu errichten.
Ludwig I. bestimmte gegen die Festungsbaukommission, die Regensburg favorisierte, wie auch gegen den Oberbefehlshaber Wrede, der Germersheim favorisierte, Ingolstadt als Standort der neuen königlich-bayerischen Hauptlandesfestung. Die Beschlüsse und Durchführung der Arbeiten wurden über die Köpfe Wredes und des Kriegsministers Mailots hinweg begonnen. Die Entscheidung war nicht unvernünftig, da Ingolstadt nunmehr fast in der geographischen Mitte des neuen Königreiches lag und sowohl von französischer als auch österreichischer Seite mit einem Angriff zu rechnen war.
Die Arbeiten begannen 1828 mit der Grundsteinlegung am Brückenkopf für das Reduit Tilly. Am Bau der Festung waren zeitweise bis zu 7.000 Arbeiter beschäftigt. Dies vor dem Hintergrund, dass nach dem Schleifen der Festung und dem Weggang der Universität 1800 im Jahre 1818 gerade einmal 4.400 Menschen in Ingolstadt lebten. 1846 betrug die Einwohnerzahl, gewachsen durch den wirtschaftlichen Aufschwung aufgrund der Arbeiten an den Festungsanlagen, bereits über 13.000. Schon 1849 konnte die Verteidigungsfähigkeit der Festung gemeldet werden. Bis 1855 wurden rund 23 Millionen Gulden verbaut, was die Festung zum teuersten Bauprojekt der Regierungszeit Ludwigs I. machte. Die Bauten der Festung am Brückenkopf folgten dem circularen Entwurf Streiters, auf der nördlichen Donauseite kam das Polygonalsystem Beckers zur Ausführung, wobei die südöstliche Flanke nur mit unregelmäßigen Fronten (entlang der Befestigungsreste vor 1800), die Teile nördlich der Schutter als regelmäßige Fronten ausgeführt wurden.
Namen der Befestigungswerke (Fronten und Kavaliere wechseln sich jeweils ab)
- Kavalier Dallwigk, Fronte Raglovic
- Kavalier Heydeck (mit Neuem Feldkirchner Tor), Fronte Rechberg
- Kavalier Elbracht (benannt nach GL Franz von Elbracht), Fronte Zoller
- Kavalier Spreti (mit Neuem Hardertor), Fronte Vieregg
- Kavalier Hepp (mit Neuem Kreuztor), Fronte Pappenheim
- Kavalier Zweibrücken
- Schutterhof
- Fronte Butler, Turm Baur (ursprüngliche Bezeichnung, nicht zu verwechseln mit dem heutigen Turm Baur auf der rechten Donauseite)
- Fronte Preysing, Turm Triva
- Kehle Deroy
- Brückenkopfbefestigung Tillyveste (heute: Reduit Tilly) mit zwei ovalen Türmen (heute: Turm Baur und Turm Triva)
- Fronte Gumppenberg ebenfalls mit einem flankierenden Turm

Die Kavaliere sind bis auf den Kavalier Spreti, der 1963 abgerissen wurde, alle erhalten. Von den Fronten sind lediglich die Fronte Rechberg und die Grundmauern der Fronte Raglovic erhalten. Die Bauten des Brückenkopfs finden sich im heutigen Klenzepark. Darüber hinaus sind Graben und Mauer der unregelmäßigen Fronten sowie die Fronte Preysing (heute Fronte 79) erhalten.

## Bau des ersten Vorwerkgürtels
Bereits in den ersten Entwürfen von Streiters zur Wiederbefestigung Ingolstadts waren für das linke Donauufer vier Vorfesten im Abstand von ca. 600–700 Klafter (1100 Meter) von der Hauptumwallung geplant gewesen. Von Streiter ging davon aus, dass die Artillerietechnik sich rasch entwickeln würde und daher selbstständige Vorfesten erforderlich waren, um eine Bombardierung der Innenstadt wirksam verhindern zu können. Nach der Entlassung von Streiters aufgrund der Baukostenüberschreitungen (welche letztlich nicht nur auf von ihm zu vertretende Ungenauigkeiten bei der Kalkulation, sondern auch auf die Vorstellungen Klenzes für die Ausführung der Festungsbauten zurückzuführen waren) und der Einsetzung Oberst Peter Beckers als Festungsbaudirektor waren nunmehr drei Vorfesten (Haslang im Westen (Heute: Fort-Haslang-Park), Max Emanuel im Norden und Wrede im Osten) sowie zwei Kreuzblockhäuser (Habermann im Nordwesten und Minucci im Nordosten) geplant. Geldmangel und die rasante Entwicklung der Artillerie verzögerten den Bau der Vorfesten. Obwohl der Grunderwerb für die Vorfesten bereits 1835 erfolgt und die beiden Kreuzblockhäuser, 1837 begonnen, längst fertiggestellt waren, wurden die Planungen für die drei Vorwerke auf dem linken Donauufer erst 1859 wieder aufgegriffen. Aufgrund der erhöhten Reichweite der Geschütze wurde die geplante Lage des nördlichen Vorwerks Max Emanuel weiter von der Hauptumwallung vorgeschoben und auf der Ettinger Höhe platziert. Nach weiterem Hin und Her, wobei die Höhe der Baukosten und die Geldknappheit weiterhin ausschlaggebend für die Verzögerungen waren, erhielt der Bau der Vorfesten aufgrund des Mobilmachungsbefehls vom 10. Mai 1866 neue Dringlichkeit. So wurde aufgrund der drohenden Kriegsgefahr zwischen 1866 und 1871 der Bau der drei fehlenden Außenforts sowie weiterer sieben Vorwerke auf dem rechten Donauufer in passagerer Bauweise (Erde und Holz) ausgeführt. Lediglich die drei Vorwerke auf dem linken Donauufer wurden in der Folge zwischen 1868 und 1872 als permanente Werke aufgeführt.

## Bau des äußeren Fortgürtels

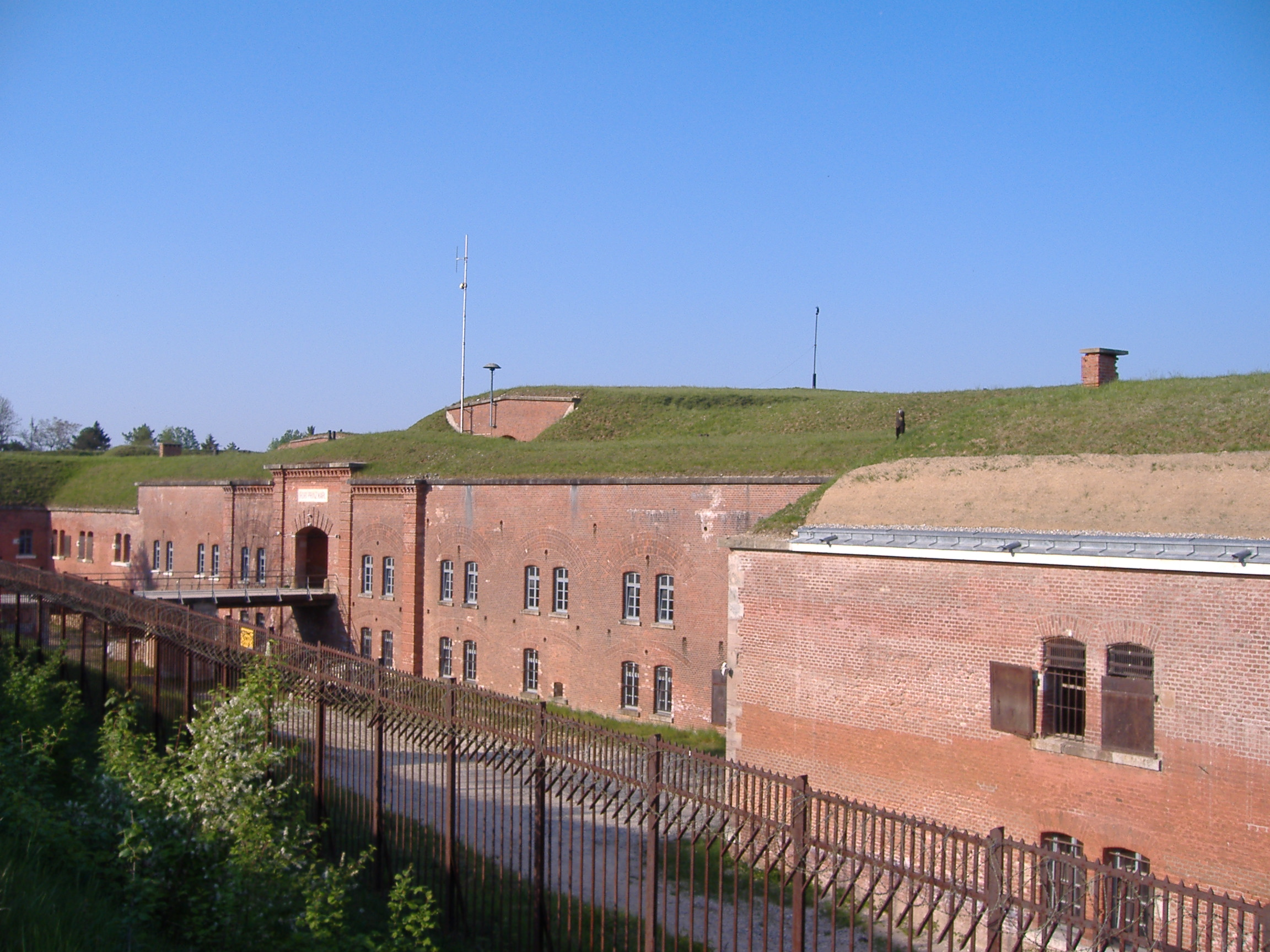
Fort Prinz Karl

Im Zuge der Verbesserung der Geschütztechnik und der daraus resultierenden größeren Reichweite der Granaten wurde der Bau eines weiter außen liegenden Fortgürtels erforderlich. Die Arbeiten begannen 1875, wobei nach kurzer Zeit aufgrund der sogenannten Brisanzgranatenkrise bereits neue Verstärkungsmaßnahmen erforderlich wurden, die bis 1895 abgeschlossen waren. Insgesamt entstanden in einem Abstand von fünf bis acht Kilometer zum Stadtzentrum sieben Zwischenwerke und neun Außenforts.
Im Jahr 1937 wurde die Festung Ingolstadt endgültig aufgelassen. Die permanenten Forts gingen in die Verwaltung des Heereszeugamts über und dienten der Wehrmacht bis 1945 meist als Munitionsdepot oder zur Laborierung von Munition.
Vom äußeren Fortgürtel ist nur noch das Fort VI Prinz Karl bei Katharinenberg erhalten geblieben, das heute das Sprengkommando Ingolstadt beherbergt. Die anderen Forts wurden nach dem Zweiten Weltkrieg von den amerikanischen Besatzungstruppen gesprengt.

## Gouverneure
| Dienstgrad                             | Name                         | Datum                                                                                 |
| -------------------------------------- | ---------------------------- | ------------------------------------------------------------------------------------- |
| Generalleutnant                        | Joseph Hütz                  | 08. Januar 1869 bis 25. Januar 1873                                                   |
| Generalleutnant                        | Friedrich Buz                | 26. Januar bis 25. Juni 1873                                                          |
| Generalmajor                           | Maximilian Limbach           | 26. Juni 1873 bis 18. Oktober 1876                                                    |
| Generalleutnant                        | Ignaz von Dietl              | 19. Oktober 1876 bis 1. November 1878                                                 |
| Generalleutnant                        | Nepomuk von Müller           | 04. November 1878 bis 18. Februar 1883                                                |
| Generalmajor                           | Karl von Brandt              | 22. Februar 1883 bis 2. März 1884 (mit der Wahrnehmung der Geschäfte beauftragt)      |
| Generalleutnant                        | Josef Keller von Schleitheim | 20. März 1884 bis 16. November 1887                                                   |
| Generalmajor                           | Karl Theodor von Sauer       | 17. November 1887 bis 30. Oktober 1888 (mit der Wahrnehmung der Geschäfte beauftragt) |
| Generalleutnant/General der Artillerie | Karl Theodor von Sauer       | 31. Oktober 1888 bis 10. April 1895                                                   |
| Generalleutnant                        | Maximilian von Schuh         | 11. April 1895 bis 6. März 1900                                                       |
| Generalleutnant                        | Karl von Landmann            | 07. März 1900 bis 10. Juni 1903                                                       |
| Generalleutnant                        | Maximilian von Gerstner      | 23. Oktober 1903 bis 10. Juli 1905                                                    |
| Generalleutnant/Feldzeugmeister        | Johann Streck                | 20. August 1905 bis 25. April 1909                                                    |
| Generalleutnant                        | Rudolf Rösch                 | 26. April bis 7. Mai 1909                                                             |
| Generalmajor/Generalleutnant           | Felix Eder                   | 08. Mai 1909 bis 18. September 1913                                                   |